# Більшовик (острів)
Острів Більшовик (англ. Bolshevik Island, рос. Большевик) — острів, найпівденніший з чотирьох найбільших островів архіпелагу Північна Земля у Таймирському Долгано-Ненецькому районі Красноярського краю Росії.

## Географія
Острів знаходиться на кордоні Карського та Моря Лаптєвих в Арктиктиці (Північний Льодовитий океан), розташовується в південній частині архіпелагу Північна Земля, що лежить на крайній півночі Красноярського краю. Має неправильну трикутну форму. Простягся з півночі — північного сходу на південь — південний захід на 180 км, при максимальній ширині до 110 км. Має площу — 11 206 км² (70-те місце у світі). Найвища вершина 935 м. Відділений від материка протокою Вількицького, а від острова Жовтневої Революції — протокою Шокальського. Острів Більшовик — безлюдний.